# Michelle Douglas
 (août 2023).
La mise en forme du texte ne suit pas les recommandations de Wikipédia : il faut le « wikifier ».
Les points d'amélioration suivants sont les cas les plus fréquents. Le détail des points à revoir est peut-être précisé sur la page de discussion.
- Les titres sont pré-formatés par le logiciel. Ils ne sont ni en capitales, ni en gras.
- Le texte ne doit pas être écrit en capitales (les noms de famille non plus), ni en gras, ni en italique, ni en « petit »…
- Le gras n'est utilisé que pour surligner le titre de l'article dans l'introduction, une seule fois.
- L'italique est rarement utilisé : mots en langue étrangère, titres d'œuvres, noms de bateaux, etc.
- Les citations ne sont pas en italique mais en corps de texte normal. Elles sont entourées par des guillemets français : « et ».
- Les listes à puces sont à éviter, des paragraphes rédigés étant largement préférés. Les tableaux sont à réserver à la présentation de données structurées (résultats, etc.).
- Les appels de note de bas de page (petits chiffres en exposant, introduits par l'outil «  Source ») sont à placer entre la fin de phrase et le point final[comme ça].
- Les liens internes (vers d'autres articles de Wikipédia) sont à choisir avec parcimonie. Créez des liens vers des articles approfondissant le sujet. Les termes génériques sans rapport avec le sujet sont à éviter, ainsi que les répétitions de liens vers un même terme.
- Les liens externes sont à placer uniquement dans une section « Liens externes », à la fin de l'article. Ces liens sont à choisir avec parcimonie suivant les règles définies. Si un lien sert de source à l'article, son insertion dans le texte est à faire par les notes de bas de page.
- La présentation des références doit suivre les conventions bibliographiques. Il est recommandé d'utiliser les modèles {{Ouvrage}}, {{Chapitre}}, {{Article}}, {{Lien web}} et/ou {{Bibliographie}}. Le mode d'édition visuel peut mettre en forme automatiquement les références.
- Insérer une infobox (cadre d'informations à droite) n'est pas obligatoire pour parachever la mise en page.

Pour une aide détaillée, merci de consulter Aide:Wikification.
Si vous pensez que ces points ont été résolus, vous pouvez retirer ce bandeau et améliorer la mise en forme d'un autre article.
Michelle D. Douglas est une militante canadienne pour les droits LGBT. Elle a lancé une contestation judiciaire devant la Cour fédérale du Canada contre les politiques discriminatoires des Forces armées canadiennes à l'encontre de ses membres LGBTQ. Douglas a elle-même a servi comme officière dans les Forces armées canadiennes de 1986 à 1989. Elle a été libérée de l'armée en 1989 dans le cadre de la Purge LGBT en raison de son orientation sexuelle.

## Contestation judiciaire de la Purge LGBT
Après avoir obtenu son diplôme de l'Université Carleton avec une majeure en droit en 1985, Douglas s'enrôle dans les Forces armées canadiennes l'année suivante. Elle est rapidement promue à l'Unité des enquêtes spéciales, où elle est la première femme promue en tant qu'officière. Ironiquement, c'est cette même unité qui se charge de diriger la Purge LGBT au sein des Forces armées canadiennes. 
En mai 1988, elle fait l'objet d'une enquête et est mutée à un autre poste avant de perdre son autorisation de sécurité, malgré un dossier de service exemplaire, elle est libérée honorablement le 8 juin 1989, en vertu d'un 5D, soit « l'inaptitude à servir son pays à cause de son homosexualité,». 
Au cours de son procès, Douglas rapporte que pendant l'enquête la visant, elle avait été emmenée dans une chambre d'hôtel où deux agents l'interrogeaient sur ses activités sexuelles, elle a également été empêchée d'obtenir de l'aide juridique après l'incident.
En janvier 1990, elle lance une poursuite de 550 000 $ contre le ministère de la Défense nationale, où elle a été représentée par Clayton Ruby. En octobre 1992, juste avant que sa contestation judiciaire ne soit jugée, l'armée canadienne abandonne sa politique discriminante à l'endroit des gais et des lesbiennes et règle l'affaire hors cours.

## Activisme

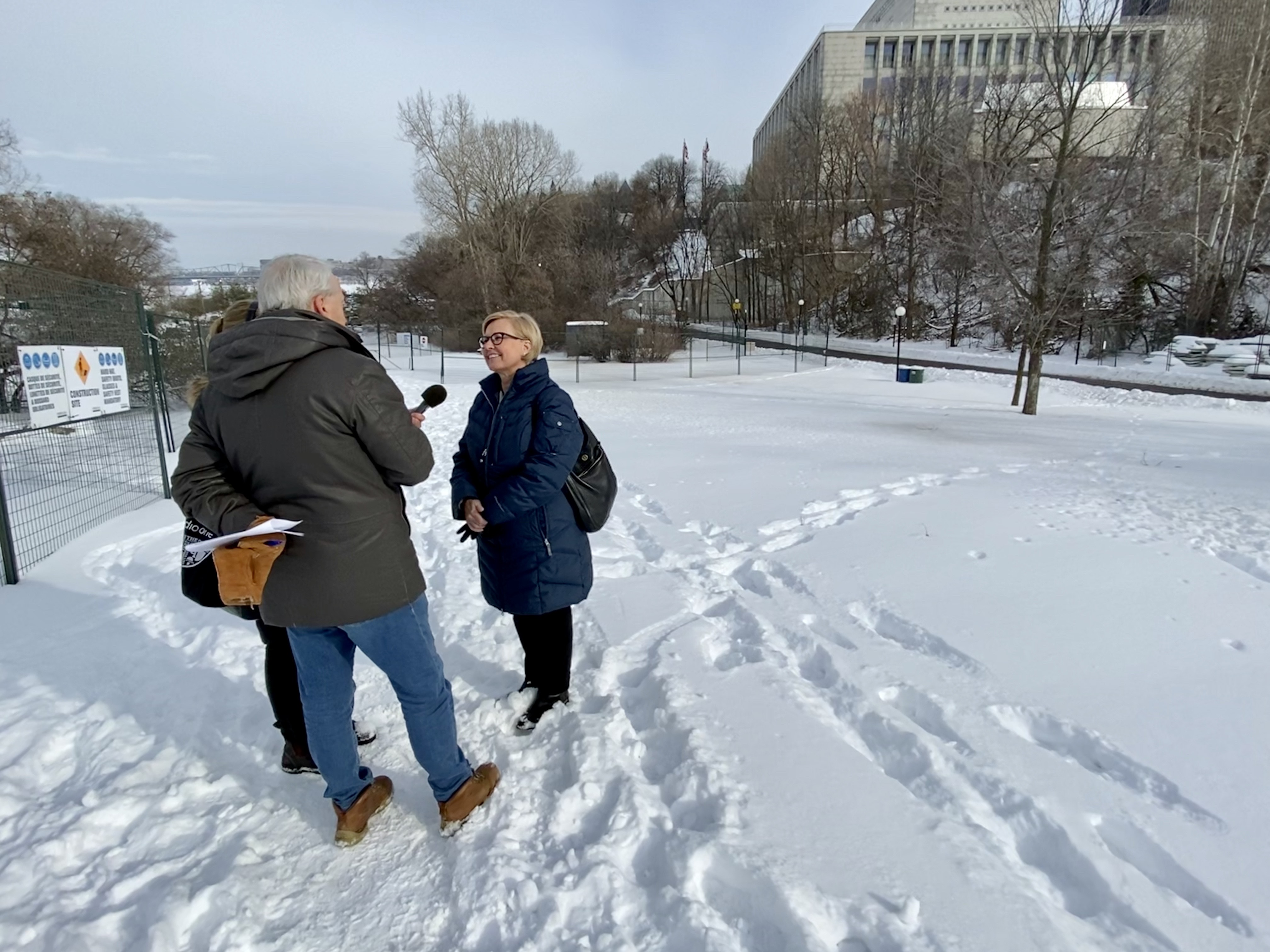
Michelle Douglas interviewée par Chris Hall de CBC sur le futur site du monument national LGBTQ2+ à Ottawa, janvier 2020.

Douglas a appuyé d'autres décisions marquantes pour les populations LGBT en participant à titre d'intervenante dans les affaires M v H et Vriend v Alberta devant la Cour suprême du Canada.  
Elle a auparavant été présidente de la Foundation for Equal Families, puis présidente du conseil d'administration du 519 Church Street Community Centre à Toronto. Elle a aussi été membre fondatrice de l'organisation de réfugiés LGBT Rainbow Railroad à Toronto en plus d'être membre du conseil d'administration de la WE Charity (anciennement Free the Children) de 2005 à 2020. Elle est actuellement membre du conseil d'administration de la Fondation Michaëlle-Jean. 
Durant sa vie professionnelle, Douglas a occupé le poste de directrice des relations internationales au ministère canadien de la Justice. Elle a pris sa retraite en septembre 2019 après une carrière de 30 ans dans la fonction publique fédérale, la même année, Michelle Douglas a été nommée directrice du Fonds Purge LGBT aux côtés d'autres survivants de la Purge LGBT comme Martine Roy et Todd Ross. Ce fonds, créé par le gouvernement canadien en 2018, gère les 15 millions de dollars dédiés à soutenir des projets de réconciliation liés à la Purge LGBT, notamment le projet de construction du Monument national LGBTQ2+ à Ottawa, qui devrait être inauguré en 2024. 
En janvier 2020, la Commission de la capitale nationale a approuvé le futur site du monument national LGBTQ2+ près de la rue Wellington et du pont du Portage à Ottawa.

## Honneurs
En 2000, Pride Toronto nomme Michelle Douglas et Sky Gilbert comme grands maréchaux du Défilé. 
Douglas a également reçu la Médaille du jubilé de diamant de la reine Elizabeth II en 2012.
Un portrait de Michelle Douglas, réalisé par l'artiste Laura Spaldin, est conservé par The ArQuives: Collection nationale de portraits des archives LGBTQ2+ du Canada.

## Documentaires et productions connexes
- Commémorer le 30e anniversaire de la fin de la Purge LGBT au Canada. [balado]. Réseau des Lesbiennes du Québec. 13 octobre 2022. 00:54:35[15].
- Sex, Sin & 69, Réalisation : Sarah Fodey, Production : SandBay Entertainment, 80 min, 2019, Canada[16].
- The Fruit Machine, Réalisation : Sarah Fodey, Production : SandBay Entertainment, 81 min, 2018, Canada[17].
- Les femmes dans l'histoire canadienne: Michelle Douglas, Production: Historica Canada, 00:14:40, 2018, Canada[18].